# ديف جاميرسون
ديف جاميرسون (بالإنجليزية: Dave Jamerson) مواليد 13 أغسطس 1967 في كلاركسبورغ، هو لاعب كرة سلة أمريكي سابق. بدأ مسيرته الاحترافية في سنة 1990. تم اختياره من قبل فريق ميامي هيت خلال الدرافت. يبلغ طوله 6 قدم 5 بوصة (2.0 م). حقق المركز الثاني في دورة الألعاب الأمريكية 1995. اعتزل اللعب في 1994.

## المسيرة الاحترافية
لعب مع هيوستن روكتس من سنة 1990 إلى 1992، ثم لعب مع يوتا جاز في سنة 1993، ثم لعب مع بروكلين نتس في سنة 1994.

## الميداليات
| الميدالية | المسابقة                    |
| --------- | --------------------------- |
| فضية      | دورة الألعاب الأمريكية 1995 |

## روابط خارجية
- ديف جاميرسون على موقع إن بي أي (الإنجليزية)
- ديف جاميرسون على موقع سبورتس رفرنس (الإنجليزية)
- ديف جاميرسون على موقع كلية كرة السلة في سبورتس رفرنس.كوم (الإنجليزية)
- ديف جاميرسون على موقع ريلجم (الإنجليزية)
- ديف جاميرسون على موقع بروبوليرز (الإنجليزية)